# 博韋茨市鎮

博韋茨市鎮，是斯洛文尼亞西北部的一個市镇，行政中心为博韋茨。傳統上屬於斯洛維尼亞沿海地區。市镇面積为367平方公里，2010年人口3,249，人口密度每平方公里8.8人。